# Beautiful Eyes
Albums de Taylor Swift
Live from SoHo
(2008) Fearless
(2008)
Beautiful Eyes (stylisé en minuscules) est le deuxième EP de la chanteuse américaine Taylor Swift. L'EP est sorti le 15 juillet 2008 par Big Machine Records exclusivement pour les magasins Walmart aux États-Unis et en ligne. Le court album a un style country pop et contient des versions alternatives de chansons de son premier album, Taylor Swift (2006), et deux chansons originales, soit Beautiful Eyes et I Heart?, des chansons qu'elle avait précédemment écrites. Il comprend également un DVD, avec des vidéoclips de singles de Taylor Swift, inclus dans la sortie physique de l'EP.
Beautiful Eyes a culminé au numéro 9 du Billboard 200 et a grimpé au sommet du palmarès des meilleurs albums country, dépassant avec succès le premier album de Taylor Swift. I Heart? est sorti en tant que single promotionnel en juin 2008. Bien que peu promu, Swift a interprété la chanson titre de l'EP en direct dans divers lieux et événements. 

## Liste des titres
| 1. | Beautiful Eyes                            | Taylor Swift                                        | Robert Ellis Orrall         | 2:54 |
| 2. | Should've Said No (Alternate Version)     | Taylor Swift                                        | Nathan Chapman              | 3:46 |
| 3. | Teardrops on My Guitar (Acoustic Version) | Taylor Swift, Liz Rose                              | Nathan Chapman              | 3:24 |
| 4. | Picture to Burn (Radio Edit)              | Taylor Swift, Liz Rose                              | Nathan Chapman              | 2:53 |
| 5. | I'm Only Me When I'm with You             | Taylor Swift, Robert Ellis Orrall, Angelo Petraglia | Robert Ellis Orrall, Angelo | 3:35 |
| 6. | I Heart?                                  | Taylor Swift                                        | Robert Ellis Orrall         | 3:27 |

| DVD   | DVD                                             | DVD   | DVD | DVD | DVD | DVD | DVD | DVD | DVD |
| No    | Titre                                           | Durée |     |     |     |     |     |     |     |
| ----- | ----------------------------------------------- | ----- | --- | --- | --- | --- | --- | --- | --- |
| 1.    | Beautiful Eyes (Video)                          | 2:56  |     |     |     |     |     |     |     |
| 2.    | Picture to Burn (Video)                         | 3:30  |     |     |     |     |     |     |     |
| 3.    | I'm Only Me When I'm with You (Video)           | 3:37  |     |     |     |     |     |     |     |
| 4.    | Tim McGraw (Video)                              | 4:00  |     |     |     |     |     |     |     |
| 5.    | Teardrops on My Guitar (Pop Version) (Video)    | 3:45  |     |     |     |     |     |     |     |
| 6.    | Our Song (Video)                                | 3:30  |     |     |     |     |     |     |     |
| 7.    | Making of 'Picture to Burn' Video               | 22:02 |     |     |     |     |     |     |     |
| 8.    | GAC New Artist Interview                        | 14:45 |     |     |     |     |     |     |     |
| 9.    | Should've Said No (2008 ACM Awards Performance) | 4:01  |     |     |     |     |     |     |     |
| 59:02 |                                                 |       |     |     |     |     |     |     |     |

## Performance dans les hit-parades
| Chart (2008)                  | Meilleure position |
| ----------------------------- | ------------------ |
| États-Unis Billboard 200      | 9                  |
| États-Unis Top Country Albums | 1                  |

| Classement (2008)        | Position |
| ------------------------ | -------- |
| États-Unis Billboard 200 | 192      |

## Distribution
- Scott Borchetta - producteur artistique
- Nathan Chapman - réalisateur artistique
- Robert Ellis Orrall - réalisateur artistique
- Taylor Swift - chanteuse